# 白山松哉

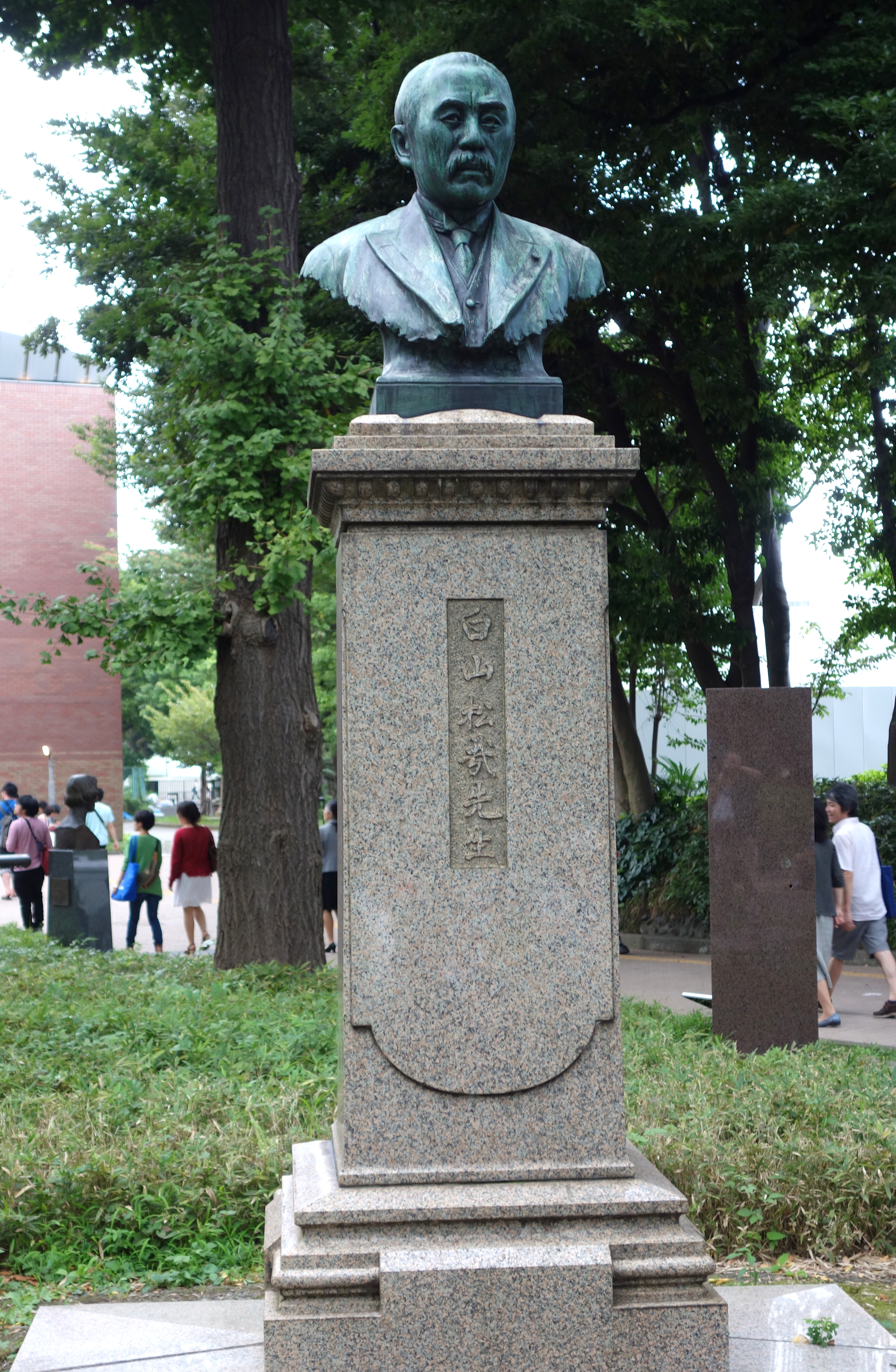
東京芸術大学上野キャンパスにある胸像

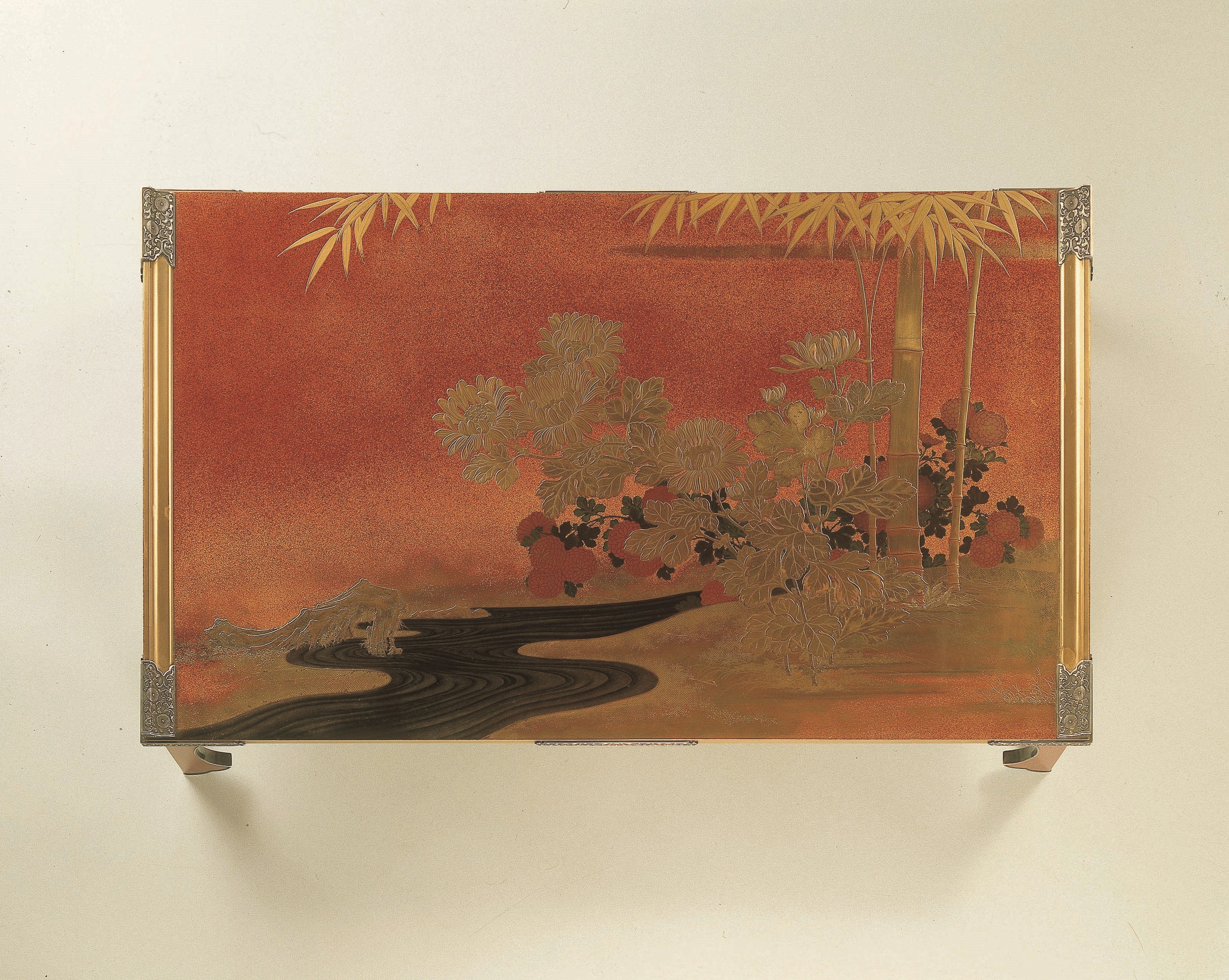
白山松哉作の文台、明治時代、19世紀、ハリリコレクション蔵

白山 松哉（しらやま しょうさい、1853年10月24日（嘉永6年9月22日）- 1923年（大正12年）8月7日）は、明治時代から大正時代に活躍した日本の漆芸家である。本姓は細野、本名は福松。

## 経歴・人物
江戸の生まれ。若くして小林好山及び蒲生盛和の門人となり、蒔絵や螺鈿、堆朱等を学ぶ。後に起立工商会社に勤務し、漆芸の制作に携わった。これによって、転職し1905年（明治38年）に東京美術大学（現在の東京芸術大学）にて教鞭を執り、翌1906年（明治39年）には帝室技芸員や農展の審査員（第5回と第6回）に採用された。
松哉の作風は「研ぎ出し蒔絵」と呼ばれ、極めて類もない緻密なものであった。この業績により、1890年（明治23年）に開催された第3回内国勧業博覧会では3等賞受賞。1900年（明治33年）に開催されたパリ万博と1904年（明治37年）に開催された米国セントルイス万国博覧会では名誉大賞を受賞し、海外でも有名な漆芸家となった。
墓所は蓮華寺（東京都文京区小石川）に所在する。

## 主な作品

### 代表的な作品
- 『梅蒔絵硯箱』- 現在は東京国立博物館が所蔵。
- 『蝶牡丹蒔絵沈箱』- 現在はMOA美術館が所蔵。

### その他の作品
- 『鳥蒔絵螺鈿八角形菓子器』- 現在は東京国立博物館が所蔵。